# ريان ويسلي روث
ريان ويسلي روث (بالإنجليزية: Ryan Wesley Routh)‏ (من مواليد 18 فبراير 1966) هو شخص أمريكي يُزعم أنه حاول اغتيال الرئيس الأمريكي الخامس والأربعين والمرشح الجمهوري آنذاك للانتخابات الرئاسية لعام 2024، دونالد ترامب، في الخامس عشر من سبتمبر 2024. وتجري حاليًا التحقيقات حول دوافع روث.
في 15 سبتمبر 2024، أطلق أحد أعضاء الخدمة السرية النار على روث بأربع طلقات على الأقل، والذي كان يختبئ حاملاً بندقية من طراز SKS بين شجيرات نادي ترامب للجولف في ويست بالم بيتش، فلوريدا. وقيل أنه كان يوجه سلاحه عبر خط سياج ملعب الجولف، على بعد 300 إلى 500 ياردة عن ترامب، الذي كان يتحرك بين الحفرتين الخامسة والسادسة للملعب وبجواره رجل الأعمال ستيف ويتكوف. فر روث من مكان الحادث، ولكن تم القبض عليه لاحقًا باعتباره المشتبه به الرئيسي. في تحديث قدمه مكتب التحقيقات الفيدرالي في 16 سبتمبر، ذكر أن روث لم يطلق النار من سلاحه.
دفع روث ببراءته من خمس تهم فيدرالية، بما في ذلك محاولة اغتيال مرشح رئاسي. ومن المقرر أن تبدأ محاكمته في 8 سبتمبر 2025. يمكن أن يُحكم على روث بالسجن مدى الحياة إذا أُدين.

## حياته وعمله
وُلِد ريان ويسلي روث في 18 فبراير 1966، في مقاطعة جيلفورد، بولاية نورث كارولينا. طوال معظم حياته، كان مقيمًا في جرينسبورو، حيث التحق بجامعة ولاية كارولينا الشمالية إيه آند تي لمدة فصلين دراسيين في عام 1995. وفي وقت لاحق، قام بإدارة شركة تعمل في بناء وتصليح الأسقف. في يناير 1989، تزوج من لورا ويلسون روث وأنجب منها ولدين وبنت، على الأقل. تم طلاق روث من لورا في 22 يناير 2003.
في الثاني من أبريل عام 1991، قاتل روث وطارد مغتصبًا مشتبهًا به حول مبنى مكاتب، وكان الشخص المطارد مطلوبًا أيضًا لسلسلة من السرقات والاعتداءات والسطو في جرينسبورو وخارج الولاية في نيويورك. تم القبض على تيرانس براينت (من مواليد 28 أكتوبر 1962)، والذي كان يبلغ من العمر 28 عامًا آنذاك، في وقت لاحق من ذلك المساء وحُكم عليه في العام التالي بالسجن مدى الحياة في مايو 1992. ولمواجهته للمشتبه به، تم تكريم روث باعتباره "مواطنًا خارقًا" ومنحه "جائزة أوسكار إنفاذ القانون" بعد بضعة أشهر من المطاردة من قبل فرع جرينسبورو للاتحاد الدولي لجمعيات الشرطة.
في الفترة من 15 إلى 16 ديسمبر 2002، أدين روث بحيازة سلاح ناري، ومقاومة ضابط إنفاذ القانون وتأخيره وعرقلته، والقيادة برخصة ملغاة بعد مواجهة استمرت ثلاث ساعات مع الشرطة. تم إيقافه أثناء قيادته، وخلال توقف حركة المرور وضع يده على مسدس ثم قاد سيارته إلى شركة تسقيف قريبة، حيث تحصن بالداخل. في عام 2003، حُكم عليه بتهمة القيادة بدون رخصة، وحمل سلاح مخفي، والهروب من مكان الحادث. في 10 فبراير 2010، أُدين بحيازة سلع مسروقة. لكل من هذه التهم تم منحه فترة مراقبة.
قبل محاولته المزعومة لاغتيال ترامب، كان روث متهمًا بأكثر من مائة تهمة جنائية طوال حياته.
في عام 2018، انتقل إلى كاواوا، هاواي. هناك بدأ مشروع بناء الحظائر مع ابنه، آدم روث. وقد وقع خلاف بينه وبين ابنه أوران ألكسندر روث ولم يتحدثا قبل محاولة الاغتيال، على الرغم من أنه قال بعد المحاولة إن روث كان "أبًا محبًا وحنونًا ورجلًا صادقًا ومجتهدًا" وإن "هذا لا يعني أنه كان هناك أي شيء غير عادي في حياته". "لا يبدو الأمر وكأن الرجل الذي أعرفه يستطيع القيام بأي شيء مجنون، ناهيك عن العنف." وزعمت كيم مونجو، وهي جارته وقد عرفت روث لمدة 18 عامًا قبل أن ينتقل إلى هاواي، أنها كانت تعتبره وعائلته "غريبين"، وادعت أن كمية الأسلحة التي كان يمتلكها كانت تجعل الحي يشعر بعدم الارتياح من حوله. وذكرت مونجو بعد ذلك أنها كانت تقود ابنة روث، سارة إلين روث، إلى المدرسة بسيارتها من حين لآخر. ثم قالت إن عائلة روث لم تعرب أبدًا عن أي آراء سياسية قوية.

### علاقته بالحرب الروسية الأوكرانية
زعم روث على حساباته على وسائل التواصل الاجتماعي، وكذلك في مقابلات عام 2022 مع صحيفة نيويورك تايمز ، ونيوزويك رومانيا ، ودير تاجشبيجل، أنه بذل جهودًا لتجنيد جنود أجانب لأوكرانيا في حربها ضد روسيا. ذكرت مجلة نيوزويك أن روث زعم أنه قاتل في أوكرانيا، بينما صرح لصحيفة نيويورك تايمز أنه لم يقاتل في أوكرانيا. وقال روث في مقابلة عام 2022 مع مراسل روماني في كييف إنه سافر إلى أوكرانيا للانضمام إلى الجيش في الأشهر التي أعقبت الغزو الروسي الكامل، لكنه علم أنه "ليس مرشحًا مثاليًا" لساحة المعركة لأنه كان في منتصف الخمسينيات من عمره ولا يمتلك أي خبرة عسكرية. وفي وقت لاحق من عام 2022، قال روث في مقابلة إنه بعد رفضه للخدمة العسكرية، بدأ في تجنيد جنود متطوعين للجيش الأوكراني. اشتكى روث من الحواجز التي تحول دون قبول أوكرانيا للمقاتلين الأجانب، وقال لصحيفة سيمافور إن "أوكرانيا غالبًا ما يكون من الصعب العمل معها، فهم يخشون أن يكون أي شخص وكل شخص جاسوسًا روسيًا". تم تصوير روث في احتجاج أبريل 2022 في ساحة الاستقلال في كييف.
]وصفت إيفلين أشينبرينر، وهي متطوعة سابقة في الفيلق الدولي الأوكراني ، روث بأنه "متوهم" و"كاذب" بشأن ادعاءاته بأنه جند للمنظمة الأوكرانية، قائلة إن روث "لم يكن، ولم يكن، مرتبطًا بالفيلق الدولي أو القوات المسلحة الأوكرانية على الإطلاق". وقال آشنبرينر عن روث: "كان عدوانيًا. وكان جدليًا. وكان يرفض مرارًا وتكرارًا فهم السياسة الأساسية للجيش"، وأضاف: "كان لديه أوهام العظمة وكان منفصلًا تمامًا عن الواقع". وقال الفيلق الدولي للدفاع عن أوكرانيا في بيان إن روث "لم يكن أبدًا جزءًا منه أو مرتبطًا به أو مرتبطًا به بأي صفة".
اعتبرت تشيلسي والش، الممرضة المتنقلة التي التقت بروث في أوكرانيا، أن روث يشكل "تهديدًا للآخرين" و"قنبلة موقوتة"، وحذرت أحد وكلاء الأمن الداخلي عند عودتها من أوكرانيا. وزعمت أن روث قرر تكريس حياته لحماية أوكرانيا عندما سمع لأول مرة عن الحرب في عام 2022، وأنه سيصبح "انتقاميًا" و"غاضبًا" إذا لم يحصل على ما يريد. في وقت ما من عام 2023، أبلغ والش مكتب التحقيقات الفيدرالي عن سلوك روث. كما ادعت روث أنها نظمت احتجاجًا خارج منزل الرئيس فولوديمير زيلينسكي وسُجنت بسبب ذلك، على الرغم من عدم تأكيد ذلك. رددت والش مخاوفها لكلٍ من مكتب التحقيقات الفيدرالي والإنتربول.
في الثاني عشر من سبتمبر، أي قبل ثلاثة أيام فقط من محاولة الاغتيال، تبادل روث الرسائل مع جنود تدربوا على يد البريطانيين خدموا في أفغانستان حول التجنيد للحرب الروسية الأوكرانية عبر تطبيق المراسلة الفورية واتساب. وكان حساب روث على واتساب يتضمن عدة مناقشات مع قوات خاصة من أفغانستان حول كيفية الوصول إلى أوكرانيا للقتال في الحرب. تم التحقيق في جميع سجلات الدردشة على حساب روث على واتساب بواسطة صحيفة ذي إندبنجنت وغرفة الأخبار الاستقصائية Lighthouse Reports في نوفمبر 2024.

## محاولة اغتيال دونالد ترامب
في الساعة 1:59 من صباح يوم 15 سبتمبر 2024، زُعم أن روث تولى منصبًا في ملعب ترامب للغولف. تم رصده لاحقًا بواسطة أحد الوكلاء في الساعة 1:31 أطلق العميل النار على روث، الذي أسقط سلاحه وفر عبر سيارة قريبة. بعد إطلاق النار، تم اصطحاب ترامب خارج الملعب من قبل فريق الحماية التابع للخدمة السرية. في الساعة 2:22 مساءً، تم القبض على روث على الطريق السريع 95 في مقاطعة مارتن باعتباره المشتبه به المحتمل وتم اتهامه لاحقًا بارتكاب جريمتين: حيازة سلاح ناري من قبل مجرم مدان وحيازة سلاح ناري بدون الرقم التسلسلي. وفي يوم مثوله أمام المحكمة، شوهد وهو يبتسم ويضحك مع محاميه.  كما تم نشر لقطات من اعتقاله للجمهور. وجهت إلى روث في 24 سبتمبر تهمة محاولة اغتيال مرشح رئاسي، فضلاً عن "الاعتداء على ضابط فيدرالي" و"حيازة سلاح ناري لتعزيز جريمة عنف". وفي 18 ديسمبر، وجهت إلى روث تهمة إضافية وهي "محاولة القتل العمد" بعد اكتشاف أن روث تسبب في إغلاق حركة المرور أثناء فراره من مكان الحادث، مما أدى إلى وقوع حادث مروري أدى إلى إصابة فتاة تبلغ من العمر 6 سنوات كانت مسافرة مع عائلتها.

### اعتقال الابن
وكجزء من التحقيقات التي أعقبت محاولة الاغتيال، قامت السلطات بتفتيش منزل أوران، ابن ريان روث، في جرينسبورو، والذي دافع سابقًا عن والده في مقابلة. وبحسب ما ورد، اكتشفوا مئات من ملفات صور إباحية للأطفال على الأجهزة الإلكترونية الخاصة بأوران روث، ووجهوا إليه تهمتين تتعلقان بحيازة واستلام مواد اعتداء جنسي على الأطفال. تم إطلاق سراحه لاحقًا تحت حضانة والدته، ومن المقرر أن تتم محاكمته في ديسمبر 2024. وقد تم توجيه اتهامات إضافية ضده في وقت لاحق: تهمة أخرى تتعلق باستلام صور إباحية للأطفال، ونقل صور إباحية للأطفال، وحيازة صور إباحية للأطفال تتعلق بقاصر أقل من 12 عامًا.

## ما قبل المحاكمة
في 23 سبتمبر، نشرت وزارة العدل علنًا نصًا كتبه روث قبل عدة أشهر من اعتقاله وصف فيه "محاولة اغتيال" وعرض مكافأة لمن يقتل دونالد ترامب. وفي الرسالة، ورد أن روث ذكر: "كانت هذه محاولة اغتيال لدونالد ترامب لكنني خذلتك"، ثم عرض "150 ألف دولار لمن يستطيع إتمام المهمة". وتعتقد السلطات أن هذه الرسالة ربما كانت بمثابة إشارة إلى تنبؤ روث بأفعاله اللاحقة بالإضافة إلى اعترافه بالفشل في تنفيذ المؤامرة المزعومة. انتقد المدعي العام الأمريكي السابق ويليام بار وزارة العدل لنشرها النص، لأنه طلب من الناس "إنهاء مهمة" قتل ترامب بجائزة نقدية، وهو ما قد يؤدي إلى محاولات اغتيال ومؤامرات مستقبلية محتملة.
وفي اليوم نفسه، عثر عملاء مكتب التحقيقات الفيدرالي على وثائق تحتوي على قائمة مكتوبة بخط اليد للأماكن التي ظهر فيها الرئيس السابق أو كان من المتوقع أن يكون حاضراً فيها، مؤرخة في الفترة من أغسطس إلى أكتوبر. كما اكتشفوا أن اثنين من الهواتف المحمولة التي عُثر عليها في سيارة نيسان إكستيرا التي قادها روث في يوم محاولة الاغتيال أظهرت أنه في عدة أيام وأوقات من 18 أغسطس إلى 15 سبتمبر، كان روث يلاحق ترامب بالقرب من ملعب الجولف ومقر إقامته في مار إيه لاغو.
دفع روث ببراءته في 30 سبتمبر. وقد حددت القاضية إيلين كانون موعدًا أوليًا للمحاكمة في 18 نوفمبر.
في 17 أكتوبر، طلب محامو روث من كانون استبعاد نفسها لتجنب ظهور التحيز لصالح ترامب، وذلك بسبب رفض كانون للملاحقة القضائية الفيدرالية لترامب فيما يتعلق بحيازته لوثائق سرية قبل شهرين. ومع ذلك، رفضت كانون التنحي. ونتيجة لذلك، تم تأجيل موعد محاكمة روث إلى 10 فبراير 2025.
في الرابع من نوفمبر، قبل يوم واحد من الانتخابات الرئاسية الأمريكية لعام 2024 ، أرسل روث رسالة إلى محطة أخبار محلية تفيد بأنه إذا فاز ترامب في الانتخابات، فسوف يمثل ذلك "نهاية الديمقراطية وبداية حرب أهلية" وأن ترامب "لن يتخلى عن السلطة الممنوحة له"، كما طلب من مكتب عمدة مقاطعة بالم بيتش "المساعدة في قيادة البلاد على الطريق إلى الديمقراطية". وأشار المدعون إلى أن خط يد روث في الرسالة يتطابق مع نفس خط يد المذكرة المزعومة المكتوبة قبل أشهر والتي تناقش فشله في اغتيال ترامب، وهو ما أكد أن روث كتب المذكرة. بعد سماعه بفوز ترامب في الانتخابات الرئاسية، حث البلاد على "سحب سلطة جيشنا من قبل الرئيس ووضعها في يد الكونجرس قبل يناير"، واستمر في وصف ترامب بأنه "ديكتاتور".
في 26 نوفمبر، وجه روث مذكرة إلى غرفة أخبار صحيفة بوليتيكو. وفي المذكرة، انتقد كلاً من الحزب الجمهوري والحزب الديمقراطي، مدعيًا أنهما يتآمران ضد المرشحين المستقلين. كما قارن روث نفسه بتوماس ماثيو كروكس، مرتكب محاولة اغتيال ترامب السابقة في بنسلفانيا، مدعيًا أنهما "مستعدان للموت من أجل الحرية والديمقراطية". "في عدة نقاط، فكر روث في احتمال اندلاع حرب أهلية أخرى. وقبل إرسال المذكرة، أخبر روث أحد حراس السجن الذي اعتقد أن روث ديمقراطي أن السياسيين المستقلين هم المرشحون الأفضل. ولم يعترف صراحةً بمحاولة اغتيال ترامب، مشيرًا إلى نفسه باعتباره "مطلق النار المزعوم على ترامب".
بعد ظهوره في المحكمة الفيدرالية في جلسة استماع في 11 ديسمبر، أعلن الفريق القانوني لروث أنهم يفكرون في منح روث دفاعًا بالجنون. وزعم المدافعون العامون أن روث التقى بخبراء الصحة العقلية وأخصائيي الصحة العقلية في السجن مرتين على الأقل، والذين وصفوه جميعًا بأنه "مصاب بالوهم". كما أكد المدعون العامون أن روث كتب ما يصل إلى 40 رسالة إلى منافذ إخبارية وطنية لمحاولة إقناعهم ببراءته. وقد تم اعتراض الرسائل قبل وصولها. وطلب محامو روث تأجيل المحاكمة حتى ديسمبر 2025. وافق كانون على الطلب جزئيًا، وحدد موعدًا جديدًا للمحاكمة في 8 سبتمبر 2025.

## الآراء السياسية
وفقًا لمنشورات على حسابه على تويتر في عام 2020، أعرب روث عن آراء سياسية متغيرة على مر السنين. قال روث إنه جعل دونالد ترامب "اختياره" في عام 2016، ولكن بحلول عام 2020، أعرب عن استيائه، قائلاً: "سأكون سعيدًا عندما ترحل". أظهرت سجلات التصويت أن روث طلب بطاقة اقتراع غيابية في عام 2016، لكنه لم يصوت فعليًا. في كتاب إلكتروني منشور ذاتيًا في عام 2023، كتب عن دعمه السابق المعلن لترامب قائلاً: "أنا رجل بما يكفي لأقول إنني أخطأت في الحكم وارتكبت خطأً فادحًا". ثم واصل الكتابة "أنتم أحرار في اغتيال ترامب وكذلك أنا بسبب هذا الخطأ في الحكم". وكان المقطع المذكور موجهًا على وجه التحديد إلى الحكومة الإيرانية. صرح ابنه أن روث يكره ترامب كما يكرهه "كل شخص عاقل".
كما دعم روث بيرني ساندرز في عام 2020، وانتقد جو بايدن ووصفه بأنه "جو النعسان". في عام 2024، أعرب عن قلقه بشأن الديمقراطية في منشور وضع فيه علامة على بايدن، وأخبره أن شعار حملته يجب أن يكون "الحفاظ على أمريكا ديمقراطية وحرة". في عام 2020، دعم أيضًا تولسي جابارد ، داعيًا إلى إصدار أمر تنفيذي بشأن سوء سلوك الشرطة. وقدم عدة تبرعات صغيرة لمنصة جمع التبرعات الديمقراطية ActBlue ، حيث ساهم 19 مرة في عامي 2019 و2020 بمبالغ تتراوح من 1 دولار إلى 25 دولارًا، كما سجلتها لجنة الانتخابات الفيدرالية. بحلول أوائل عام 2024، اقترح ترشيح نيكي هيلي وفيفيك راماسوامي للانتخابات التمهيدية للحزب الجمهوري. في عام 2024، صوت في الانتخابات التمهيدية الديمقراطية في مقاطعة جيلفورد، بولاية كارولينا الشمالية. كما تبرع روث بمبلغ 140 دولارًا لقضايا ديمقراطية منذ عام 2019. سجل في ولاية كارولينا الشمالية كناخب مستقل في عام 2012.
وقد أعلن روث عن دعمه لتايوان، وفي نصه الذي نشره بنفسه ناقش وضعها السياسي ودعا إلى تدخل دولي لحماية الجزيرة من الصين. وفقًا لمنشورات مختلفة على حسابه على تويتر في عام 2023، قام روث بوضع علامة على الشرطة الوطنية الهايتية وأكد أن لديه الآلاف من الجنود الأفغان المدربين من قبل حلف شمال الأطلسي والذين "يرغبون في الخدمة في الشرطة الوطنية الهايتية بأجور رخيصة".